# Vauxhall Prince Henry
Vauxhall Prince Henry – samochód osobowy produkowany przez przedsiębiorstwo Vauxhall w roku 1911.

## Dane techniczne Vauxhall Prince Henry

### Silnik
- S4 3000 cm³[1]
- Układ zasilania: b.d.
- Średnica cylindra × skok tłoka: b.d.
- Stopień sprężania: b.d.
- Moc maksymalna: 19,9 KM (15 kW)[1]
- Maksymalny moment obrotowy: b.d.

### Osiągi
- Przyspieszenie 0–80 km/h: b.d.
- Przyspieszenie 0–100 km/h: b.d.
- Prędkość maksymalna: 104 km/h[1]